# ボクサーカマキリ
ボクサーカマキリは、カマキリ目ハナカマキリ科に属する小型カマキリのうち、前肢がボクサーのグローブ状に変化したカマキリの呼び方である。

## 基本的な特徴
前肢の鎌はボクシングのグローブをはめたように円盤状になっている。この鎌を使い、以下に示す威嚇の行動をとる。体長は大きくても30㎜程度と、小型種が多い。

## 分布域
マレーシアやインドネシア等、東南アジアに見られる。

## 威嚇の行動
ボクサーカマキリの仲間は、威嚇する際に体を起こすのだが、これがファイティングポーズを採ったボクサーのように見える。また、ボクサーがグローブを動かすように、先程の円盤状になった鎌を出したり引っ込めたりして動かす。また、鎌を左右交互に繰り出す事もある。

## 近縁種
一般にボクサーカマキリというとEphestiasula pictipesを指すが、いくつかの近縁種がいる。また、日本にいるヒメカマキリは、ハナカマキリよりこちらに近い種類で、体色も似ている。